# Polymixis mandschurica
Polymixis mandschurica là một loài bướm đêm trong họ Noctuidae.